# Borbón (Venezuela)
Borbón es un pueblo del municipio Angostura del Orinoco del estado Bolivar, ubicado a orillas del Orinoco, entre las desembocaduras de los ríos Tapaquire y Aro, 62,3 km al oeste de Ciudad Bolívar. Está conformado por 25 casas, aproximadamente, y forma parte de la parroquia Zea, junto con los pueblos de La Carolina, La Flor, La Esperanza y Cerro de Mono, entre otros. Para 2011 esta parroquia tenía 2.314 habitantes.

## Historia
Fue fundado en 1771 como Villa de Borbón por el capitán poblador José Francisco de Espinosa, frente al embarcadero natural del Orinoco conocido como Cachipo, con más de 30 familias españolas traídas de la Provincia de Barcelona y algunos indios. Luego el misionero capuchino andaluz Fray Miguel de Nerja sería enviado al lugar como cura interino.
El nombre de la villa fue dado en honor a la Casa de Borbón, de la cual provenía el rey Carlos III de España.
Villa de Borbón formaba parte del plan poblacional del Gobernador y Comandante General de la Provincia de Guayana Manuel Centurión, quien en 1768 había otorgado una licencia a Espinosa para llevara a cabo su fundación.
La villa seguramente fue erigida antes de 1771, cuando llegaron las familias españolas, pues, en el informe sobre el estado de la población de la Provincia de Guayana fechado en Santo Tomé el 31 de diciembre de 1769, en la lista de pueblos de españoles se mencionó una “Villa Bouleon” con 90 habitantes y en el estado del año de 1770 apareció la Villa de Borbón con 175 habitantes, 20 labranzas y 500 cabezas de ganado.
En 1773, se informó que tenía 178 habitantes, 12 casas, 36 sembradíos y 1.558 cabezas de ganado.
El 20 de abril de 1812, durante la Guerra de Independencia, el Gobernador de Guayana José de Chastre informó haber recibido el 17 de marzo previo, una carta del encargado de justicia de Borbón donde le informaba el avistamiento de 800 republicanos pasando por el río y su desembarco en el punto de Tapaquire y que el 27 de marzo, después de la Batalla Naval de Sorondo, se había enterado que estos ocupaban Borbón, Moitaco y La Piedra, pero al enterarse de la derrota de sus compañeros en la referida batalla, abandonaron Borbón apresuradamente.
El gobernador también informó en el mismo oficio que el 10 de abril había desembarcado en Borbón con 500 hombres y 5 piezas de artillería, mientras que dos escuadrones provenientes de Caicara revisaban el río Aro. Entonces Solá, Arrioga, Freytes y Peña, los principales líderes de la expedición republicana, al verse rodeados emprendieron huida por el Orinoco, donde tenían escondidas algunas barcas y que el resto de las tropas se rindió.
El resumen de prisioneros reportado por Chastre fue: oficiales blancos, 18; cadetes blancos, 2; sargentos blancos, 11. Oficiales pardos, 7. Soldados de todos los colores, 500. Total, 538.
En 1817, durante el asedio de Angostura, una flotilla republicana al mando de Rafael Rodríguez llevó a cabo la Toma del apostadero de Borbón, dificultando así la comunicación de Angostura con la Provincia de Barinas.
En 1832, Borbón era una de las parroquias que conformaban el Cantón Angostura, junto con El Almacén, Moitaco, La Piedra, Puruey, San Pedro del Caura, Tapaquire, Cerro de Mono, Barceloneta, Panapana, Orocopiche y Santo Tomás de Guayana como capital.
En 1856, formaba parte del Cantón Heres con el rango de parroquia, con Panapana, Barceloneta, Aripao, Moitaco, La Piedra, Puruey, Antigua Guayana, Piacoa, Curiapo y Ciudad Bolívar como capital.
Para 1873 era capital del Distrito Borbón del Departamento Heres del Estado Guayana. En ese entonces el distrito sumaba 74 casas y 485 habitantes, colindaba al oeste con el Aro y al este con el Distrito Carolina y comprendía los vecindarios de Cerro de Mono, Misión e Isla El Venado y los sitios de Agua Fría, Los Cocos, Hato Viejo, Lajitas, Merey, San Juan, Santa Elena, San José, San Antonio, Sapos, Santa Rita, Tapaquire y Teresén.